# 张彭 (足球运动员)
张彭（1982年3月7日—2013年4月3日），是中国足球运动员，身材高大，主要出任中锋，目前属于大连实德，不过长期被球队租借到其它俱乐部效力。2008年後，張彭加盟業餘的大连龙卷风队。2013年4月3日，張彭因心臟病離世。

## 資料來源
1. ↑  .   [2013-04-03]. （原始内容存档于2020-11-24）.